# Othreis pomona
Othreis pomona là một loài bướm đêm trong họ Erebidae.